# Національна партія за рівні права США
Національна партія за рівні права (англ. National Equal Rights Party) — політична партія у США, засновання у травні 1872 року. Основною програмою партії була боротьба за права жінок.
Кандидатками у президенти від цієї партії були Вікторія Вудхалл у 1872 р. та Белва Енн Локвуд у 1884 та 1888 рр. Їх, як правило, вважають першими жінками, які балотувалися в президенти США. Деякі історики, проте, стверджують, що їх не слід вважати справжніми кандидатами, оскільки жінки на той час не могли брати участь у федеральних виборах. Нетті Санфорд Чапін була головою Національного комітету партії.